# René Padilla
C. René Padilla (* 12. Oktober 1932 in Quito, Ecuador; † 27. April 2021 in Buenos Aires, Argentinien) war ein ecuadorianischer evangelikaler Theologe und Missiologe. Auf ihn geht der seit den 1970er Jahren verwendete Begriff Integrale Mission (spanisch ‚misión integral‘) zurück, der die beiden christlichen Aktionsschwerpunkte Evangelisation und soziales Engagement zusammenfasst. Padilla etablierte diesen Ausdruck im lateinamerikanischen Evangelikalismus durch die Latin American Theological Fellowship und international durch den Internationalen Kongress für Weltevangelisation 1974 der seither so genannten Lausanner Bewegung, auf dem er einer der Hauptredner war.

## Leben
Padilla wurde 1932 in armen Verhältnissen in Quito, Ecuador geboren. Wegen der Weltwirtschaftskrise zog die Familie nach Kolumbien um, als er zwei Jahre alt war. Dort wuchs er auch auf. Er studierte zunächst am Wheaton College Philosophie und Theologie. Später setzte er sein Studium an der University of Manchester, wo er unter F. F. Bruce einen Ph.D. in Neutestamentlicher Theologie erlangte.
1959 wurde Padilla zum Reisesekretär der International Fellowship of Evangelical Students in Lateinamerika berufen. Bei seiner Arbeit in Universitäten in Venezuela, Kolumbien, Peru und Ecuador war Padilla mit einem angespannten gesellschaftspolitischen Kontext konfrontiert. Die Studenten setzten sich mit marxistischen Themen und der Möglichkeit der Revolution auseinander. In diesem Umfeld entstand nicht nur die lateinamerikanische Befreiungstheologie, sondern auch Padillas evangelikale soziale Theologie, die er später als „Integrale Mission“ bezeichnete.
Beim ersten Internationalen Kongress für Weltevangelisation 1974 in Lausanne machte Padilla seine Ideen international bekannt. Das hatte bedeutenden Einfluss auf die weltweite evangelikale Bewegung und führte dazu, dass unter Evangelikalen neben der Evangelisation auch das soziale Engagement an Bedeutung gewann.
1992 verlieh das Wheaton College Padilla die Ehrendoktorwürde. 1996 wurde er internationaler Präsident der evangelikalen Hilfsorganisation Tearfund, zusammen mit der Präsidentin für Großbritannien Elaine Storkey.
René Padilla ist der Vater der Theologin Ruth Padilla DeBorst.
C. René Padilla starb am 27. April 2021 im Alter von 88 Jahren in Buenos Aires, Argentinien.

## Werke
- C. René Padilla: Anstiftung. Evangelium für die armen Reichen. Brendow, Moers 1986, ISBN 978-3-87067-282-9.
- C. René Padilla: Mission Between the Times: Essays on the Kingdom. rev. Auflage. Langham Monographs, Carlisle 2010, ISBN 978-1-907713-01-9 (Google Books).

Als Herausgeber:
- C. René Padilla: Zukunftsperspektiven. Evangelikale nehmen Stellung. Christen aus allen Kontinenten entfalten die umfassende Sendung der christlichen Gemeinde anhand der Lausanner Verpflichtung; ein internationales Symposium. R. Brockhaus, Wuppertal 1977 (Originaltitel: The new face of evangelicalism. Übersetzt von Peter Gross).